# Aidan av Lindisfarne
Aidan av Lindisfarne var en irländsk munk och biskop som levde under 600-talets första hälft. Han anses ha kristnat Northumbria, och var den förste biskopen av Lindisfarne.

## Biskopsvigning och kallelse till Northumbria
Aidans levnadsbeskrivning hämtas från Beda venerabilis historiekrönika, Historia ecclesiastica gentis Anglorum. Hans uppväxt och födelse är osäker. Beda beskriver hur kung Oswald av Northumbria kommit till tro, och bett de äldste i kyrkan i Skottland att sända en biskop som kan undervisa honom och hans folk, och låta folket ta del av sakramenten. Efter att biskoparna först skickat en icke namngiven biskop som misslyckades i sitt uppdrag till följd av sin strikta syn på tron, påtalar Aidan inför de skotska biskoparna att missionen bör börja med ett mer tillgängligt budskap. Enligt Beda fann biskoparna då att Aidan förtjänade att biskopvigas, och till följd av hans goda omdöme sändas till kung Oswald och hans folk. Han biskopvigdes 635 e.Kr.
Beda beskriver Aidan som "en särdeles ödmjuk man, from och måttfull, nitisk i sin Gudsgärning, men inte helt uppfylld av kunskap", och syftar på att Aidan med sin bakgrund från klostret vid Iona höll fast vid det keltiska sättet att beräkna datumet för påskhögtiden.

## Northumbrias apostel
När Aidan kommer till Northumbria utser kung Oswald honom till den förste biskopen av Lindisfarne, eller Holy Island, nära Bamburgh. Aidan fick också tolv engelska unga män att utbilda och fostra, vilka blev grunden för klostret på Lindisfarne. Klostret blev utgångspunkt för Aidans utbildning av unga präster och för hans egen mission i norra England. Andra framstående munkar som utbildades där är Eata, abbot av Melrose och senare biskop av Lindisfarne, samt sankt Chad, biskop av Lichfields stift och hans bror sankt Cedd. Han var också samtida med Hilda av Whitby, och kan ha varit den som kallade henne till uppdraget som abbedissa.
Tillsammans med Oswald arbetade Aidan för att sprida evangeliet i området och bygga kyrkor. Aidan verkar ha talat ett gaeliskt språk, för Beda återger att när Aidans engelska inte var tillräcklig tolkade kungen som lärt sig språket i Skottland. Beda återger också flera berättelser om Aidans missionsresor i området, inte minst vid och runt kungens olika sätesgårdar.
Aidan av Lindisfarne dog den 31 augusti 651 i eller nära Bamburgh.

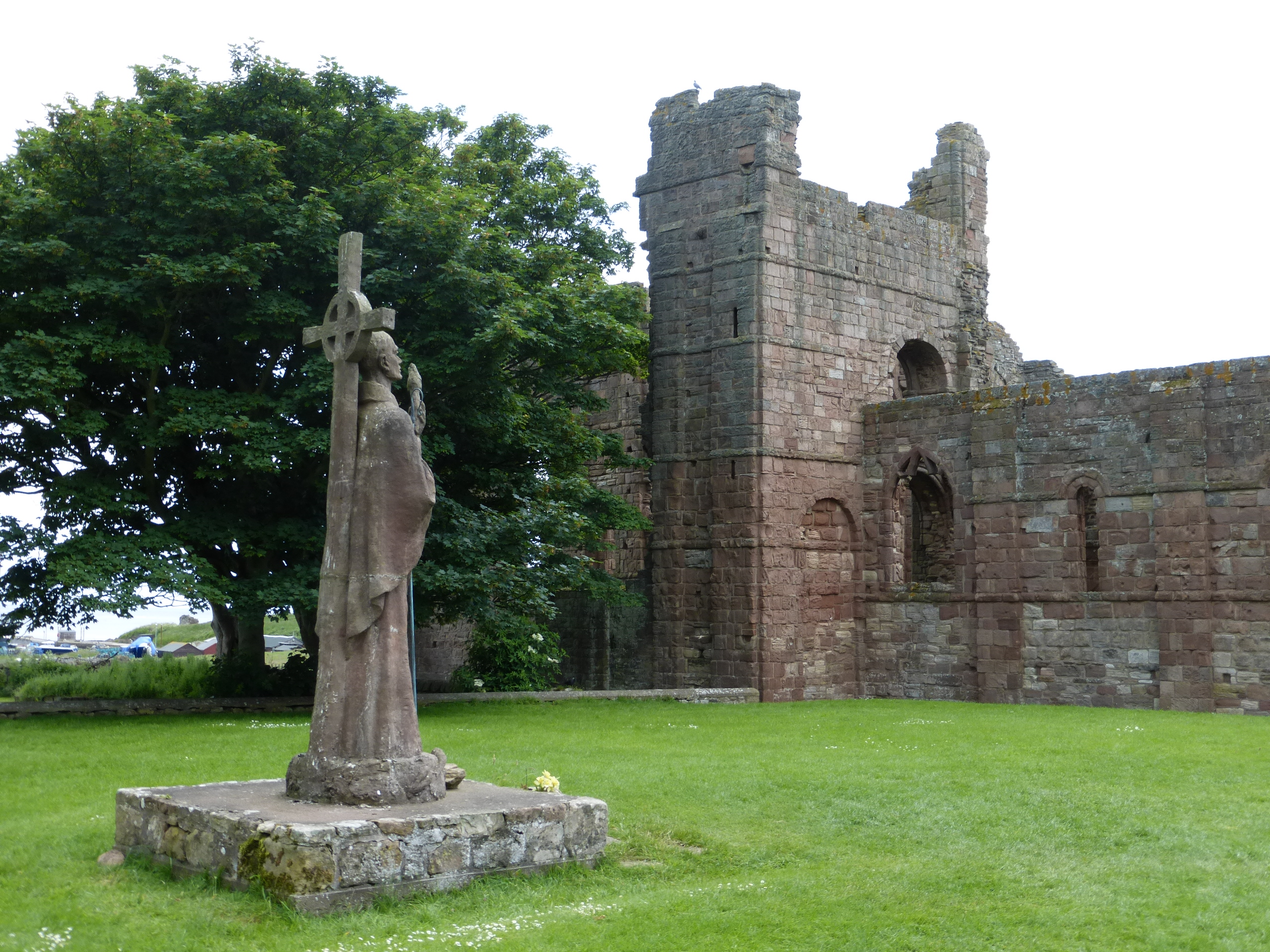
Sankt Aidans staty vid Lindisfarnes klosterruin
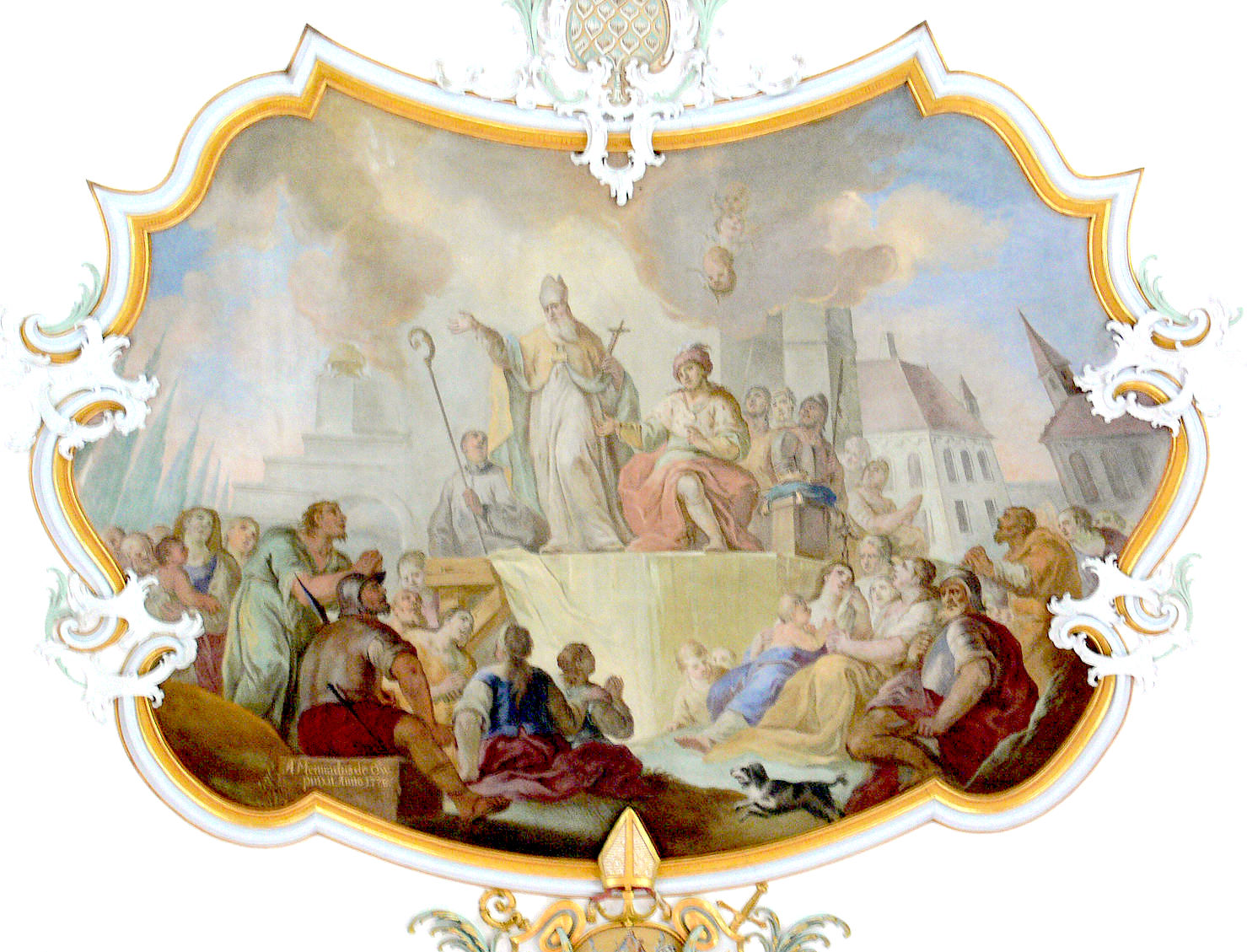
Kung Oswald av Northumbria översätter sankt Aidans predikan för anglosaxarna. Takfresk av Andreas Meinrad von Ow, 1778.
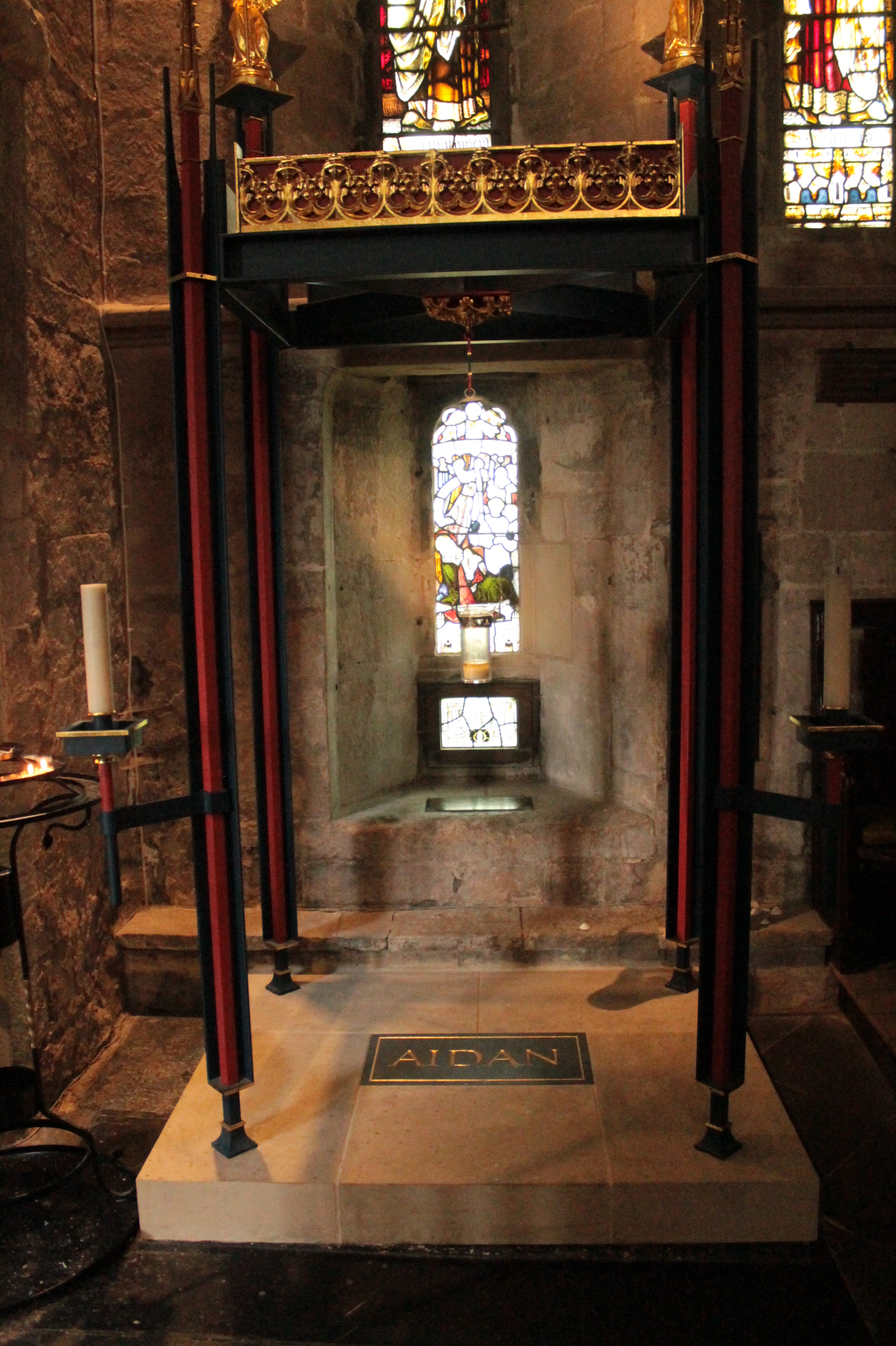
Sankt Aidans grav i kyrkan med samma namn, Bamburgh, England.

## Källförteckning